# Fitz and the Tantrums
Fitz and the Tantrums è il terzo ed eponimo album in studio del gruppo musicale statunitense Fitz and The Tantrums, pubblicato nel 2016.

## Tracce
1. HandClap – 3:13
2. Complicated – 3:11
3. Burn It Down – 3:21
4. Roll Up – 3:38
5. Tricky – 3:27
6. Fadeback – 3:00
7. Run It – 3:29
8. Get Right Back – 3:44
9. Do What You Want – 3:12
10. Walking Target – 2:36
11. A Place for Us – 3:32

## Formazione
- Michael Fitzpatrick – voce, tastiera
- Noelle Scaggs – voce, percussioni
- James King – sassofono, flauto, chitarra
- Joseph Karnes – basso
- Jeremy Ruzumna – tastiera
- John Wicks – batteria, percussioni